# Victoria Williams
Victoria Williams, född 23 december 1958 i Shreveport, Louisiana, är en amerikansk sångare, låtskrivare och gitarrist.
Williams diagnostiserades 1993 med multipel skleros och saknade då sjukförsäkring, vilket ledde till att en rad artister som Pearl Jam, Lucinda Williams, Lou Reed och Soul Asylum spelade in albumet Sweet Relief: A Benefit for Victoria Williams för att hjälpa henne ekonomiskt. Inspelningarna ledde i sin tur till att Sweet Relief Musicians Fund bildades, vars syfte är att hjälpa ekonomiskt utsatta musiker som råkar ut för svåra sjukdomar. Williams var gift med Mark Olson från The Jayhawks från 1995 till 2006.

## Diskografi (urval)
Album (solo)
- Happy Come Home (1987)
- Swing the Statue! (1990)
- Loose (1994)
- This Moment: In Toronto with the Loose Band (1995)
- Musings of a Creek Dipper (1998)
- Water to Drink (2000)
- Sings Some Ol' Songs (2002)
- Victoria Williams & The Loose Band-Town Hall 1995 (2017)

Album med Original Harmony Ridge Creek Dippers
- The Original Harmony Ridge Creek Dippers (1997)
- Pacific Coast Rambler (1998)
- Zola and the Tulip Tree (1999)
- My Own Jo Ellen (2000)
- December's Child (2002)
- Mystic Theatre (2004)
- Political Manifest (2004)